# Le Vinvinteur
Le Vinvinteur est un magazine de divertissement de 26 minutes sur le thème du web et de la culture numérique diffusé du 14 octobre 2012 au 26 mai 2013 sur France 5. Il est animé par Vinvin et réalisé par Henri Poulain, avec la complicité de Zazon, de Florence Porcel, de Jean-Marc Manach et de Klaire fait Grr.

## Concept
Le Vinvinteur est une émission présentée par Cyrille de Lasteyrie, alias Vinvin et réalisée par Henri Poulain. C'est un magazine hybride sur l'actualité du web et de la culture numérique. 
Elle est diffusée depuis le 14 octobre 2012 chaque dimanche à 20 heures sur France 5. Le pilote, ou épisode 0, avait cependant été diffusé sur le web le 16 septembre 2012. 
Vinvin présente l'émission debout sur fond blanc, les mains dans le dos, avec un débit de parole très rapide, s'inspirant de l'émission Rapido présentée par Antoine de Caunes, le parrain de l'émission.  
Cette émission est interactive et participative, avec une forte présence sur Internet et les réseaux sociaux. Les internautes participent à l'élaboration de l'émission de plusieurs manières : écriture d'un sketch en étant rémunéré comme un auteur de télévision (la Vebsérie) en partenariat avec le site welovewords.com, vote pour le costume que porte l'animateur, prestation de comédien amateur dans la Vebsérie, possibilité de poser des questions pendant la séquence du "Gros t'Chat" en direct toutes les semaines sur Internet, envoi de la photo d'un animal de compagnie diffusée dans l'émission, etc. 
La partie magazine de l'émission comporte les séquences suivantes :
- Le sommaire avec l'annonce du sujet de la semaine
- La « Revue de Veb » (les dernières informations sur l'actualité numérique)
- Le dossier de la semaine (un montage d'images avec Pierre-Alain de Garrigues en voix off qui définit et pose les enjeux du sujet)
- Le reportage "Dans la vie vraie" (échange entre Jean-Marc Manach et un spécialiste du sujet)
- Le « Gros t'Chat » (résumé de l'échange interactif en direct le lundi soir par Skype)
- La « Vebsérie » (texte écrit par un internaute, interprété par Zazon et un autre internaute)
- L'interview de la personnalité invitée
- Présentation de l'animal d'un internaute
- La « Semaine de Klaire » (des tweets commentés par Klaire fait Grr, blogueuse)
- La conclusion

Entre les séquences issues du magazine, se trouvent les coulisses de l'émission. Vinvin (Cyrille de Lasteyrie, animateur), Henri (Henri Poulain, réalisateur), Florence (Florence Porcel, responsable web), et Zazon (comédienne) échangent, discutent, débattent du quotidien de la production et des problématiques liées. Ces scènes de coulisses ouvrent (avant le générique de début) et clôturent (après le générique de fin) l'émission. Vinvin porte en permanence une caméra frontale pour fournir des plans suggestifs de ces coulisses. 
Outre l'émission de télévision, le site officiel du programme offre des contenus éditoriaux complémentaires (articles, interviews, versions longues de séquences), explique et centralise le côté participatif de l'émission, contient le replay de l'émission en version longue et en version découpée séquence par séquence et propose des contenus ludiques et participatifs liés au programme. 
L'émission est coproduite par StoryCircus et France Télévisions.

## Personnages récurrents
- Vinvin (Animateur/Producteur)
- Henri Poulain (Réalisateur)
- Zazon (Actrice)
- Florence Porcel (Community Manager)
- Benoit Lebreau (Community Manager)

## Diffusion
L'émission est diffusée le dimanche à 20 h sur France 5 et la veille sur Dailymotion, devenant ainsi la seconde émission de télévision à être diffusée en pré-play sur Internet.